# Smittia proboscidea
Smittia proboscidea är en tvåvingeart som beskrevs av Makarchenko 2003. Smittia proboscidea ingår i släktet Smittia och familjen fjädermyggor. Inga underarter finns listade i Catalogue of Life.